# Generischer Punkt
Der Begriff des generischen Punktes gehört zum mathematischen Teilgebiet der mengentheoretischen Topologie, findet jedoch hauptsächlich in der algebraischen Geometrie Anwendung.

## Definition
Ein Punkt {\displaystyle \eta } eines topologischen Raumes {\displaystyle X} heißt generisch, wenn {\displaystyle X} der Abschluss der Teilmenge {\displaystyle \{\eta \}} ist. Äquivalent dazu ist die Bedingung, dass {\displaystyle \eta } in jeder offenen Teilmenge ungleich der leeren Menge enthalten ist.

## Eigenschaften
- Räume, die einen generischen Punkt besitzen, sind stets irreduzibel.
- Erfüllt ein Raum das Trennungsaxiom T0, so besitzt er höchstens einen generischen Punkt.
- In Hausdorffräumen, die mehr als einen Punkt enthalten, gibt es keine generischen Punkte.
- Ist {\displaystyle x} ein Punkt eines beliebigen topologischen Raumes {\displaystyle X}, so ist der Abschluss von {\displaystyle \{x\}} in {\displaystyle X} eine irreduzible Teilmenge {\displaystyle Y} von {\displaystyle X}, und {\displaystyle x} ist ein generischer Punkt von {\displaystyle Y}.

## Beispiel aus der algebraischen Geometrie
Ist {\displaystyle A} ein Integritätsring, so ist das Nullideal {\displaystyle \{0\}} der (einzige) generische Punkt des Spektrums {\displaystyle \operatorname {Spec} A}; der Restklassenkörper des generischen Punktes ist der Quotientenkörper von {\displaystyle A}.

## Bedeutung für die algebraische Geometrie
Ist {\displaystyle X} ein irreduzibles Schema und {\displaystyle \eta } sein generischer Punkt, so sind häufig Aussagen über offene Teilmengen von {\displaystyle X} äquivalent zu den entsprechenden Aussagen für {\displaystyle \eta }. Ist beispielsweise {\displaystyle M} eine kohärente Garbe auf {\displaystyle X}, so ist {\displaystyle M_{\eta }=0} äquivalent zu {\displaystyle M_{x}=0} für alle {\displaystyle x} in einer geeigneten offenen Teilmenge von {\displaystyle X}.

## Verwandte Begriffe
Besitzt in einem topologischen Raum jede irreduzible Teilmenge einen generischen Punkt, so heißt der Raum nüchtern.